# Milvago
Chi Caracara nâu (Milvago) là một chi chim trong họ Falconidae. Bao gồm 2 loài có kích thước trung bình (cân nặng khoảng 300 gram), có lối sống ăn động vật nhỏ và xác chết.

## Các loài
- Caracara đầu vàng: Milvago chimachima
- Caracara chimango: Milvago chimango

Các loài hóa thạch
- Milvago brodkorbi
- Milvago alexandri
- Milvago tellustris
- Milvago carbo